# Бушнак
Бушнак (арап. بشناق) је арабизовани облик појма Бошњак, односно Босанац и презиме у Палестини. Породице са овим презименом су потомци Бошњака из Херцеговине који су се крајем 19. века доселили у Палестину, која је тада била под Османским царством. Населили су се у Стару Цезареју, Јанун, Наблус и Тулкарм. Бошњаци у Цезареји су на рушевинама античког града основали насеље. Саградили су две џамије и камене куће са црвеним крововима у херцеговачком стилу. Године 1887. у Цезареји је живело 265 Бошњака. Током Арапско-израелског рата 1948. године, село и једна џамија су уништени а становништво протерано. У Палестини реч Бушнак је синоним за особу светле пути и очију, која се сматра привлачном.